# Kærlighedens Symfoni
Kærlighedens Symfoni (originaltitel One Night of Love) er en amerikansk romantisk filmmusical fra 1934, instrueret af Victor Schertzinger.
Manuskriptet er skrevet af James Gow, S. K. Lauren og Edmund H. North baseret på historien Don't Fall in Love af Charles Beahan og Dorothy Speare. Filmen, der foregår i operaverden, har Grace Moore og Tullio Carminati i hovedrollerne.
Filmen vandt en Oscar for bedste lydoptagelse og en Oscar for bedste musik, og var yderligere nomineret til 4 oscars inklusiv Oscar for bedste film i 1935.